# معروف النودهي
معروف النودهي (1166 هـ - 1254 هـ / 1753م - 1838م)، متصوف، من أهل قرية نودي بالسليمانية وإليها نسبته.
هو محمد معروف بن مصطفى بن أحمد النودهي الشهرزوري البرزنجي الشافعي، ويعرف بالشيخ معروف النودهي، وبالبرزنجي. ولد في شهر بازار، تلقى علومه الأولى في قريته عن والده، ثم أكمل تحصيله عن الملا محمد الحاج، فأجازه في الفتيا. اشتغل بالعلوم الدينية ودرَس في جامع مدينة السليمانية. وتوفي بالسليمانية.
ولقاضي السليمانية محمد الخال ، كتاب «الشيخ معروف النودهي البرزنجي» ، طبع في بغداد (دار مطبعة التمدن، 1961).

## آثاره
من تصانيفه:
- «الفرائد في العقائد» - (مطبعة الاتحاد - ط1 - الموصل 1893 م)
- «القطر العارض في علم الفرائض» - (مطبعة السعدي - ط1 - بغداد 1939 م)
- «تنقيح العبارات في توضيح الاستعارات»
- «الأحمدية في ترجمة العربية بالكردية» - (مطبعة السعدي - بغداد 1355هـ/1936م)
- «تخميس البردة» - (مطبعة السعدي - ط1 - بغداد 1933 م)
- «فتح الموفِّق في علم المنطق»
- «وسيلة الوصول إلى علم الأصول»